# Cremona (månekrater)
 For alternative betydninger, se Cremona (flertydig). (Se også artikler, som begynder med Cremona)
Cremona er et nedslagskrater på Månen. Det befinder sig på Månens bagside langs den nord-nordvestlige rand. På grund af dets placering ses Cremona fra siden i perspektivisk forkortning fra Jorden, og dets synlighed er påvirket af libration. Det er opkaldt efter den italienske matematiker Luigi Cremona (1830 – 1903).
Navnet blev officielt tildelt af den Internationale Astronomiske Union (IAU) i 1964.

## Omgivelser
Cremonakrateret ligger midtvejs mellem Boolekrateret mod syd-sydøst og Lindbladkrateret, som ligger på Månens bagside.

## Karakteristika
Dette er et forholdsvis gammel og nedslidt krater, som har et antal mindre kratere liggende over sin overflade. Disse nedslag har slidt og afrundet kraterranden, så krateret er en bred fordybning i overfladen med noget irregulære indre vægge. Små kratere ligger over randen mod nord og nordvest, og satellitkrateret "Cremona L" over den sydlige rand. En bånd af småkratere ligger over randens nordøstlige del og er en fortsættelse af et mønster af mange småkratere, som fortsætter mod nord.
Kraterne "Cremona B og C" danner et dobbeltkrater i kraterbundens nordvestlige del. Den indre væg er udsædvanlig bred mod vest og danner en meget ujævn indre overflade. I den østlige halvdel er bunden mere jævn og indeholder resterne af en central top, som er forbundet med den østlige rand af "Cremona C".

## Satellitkratere
De kratere, som kaldes satellitter, er små kratere beliggende i eller nær hovedkrateret. Deres dannelse er sædvanligvis sket uafhængigt af dette, men de får samme navn som hovedkrateret med tilføjelse af et stort bogstav. På kort over Månen er det en konvention at identificere dem ved at placere dette bogstav på den side af satellitkraterets midte, som ligger nærmest hovedkrateret. Cremonakrateret har følgende satellitkratere:
| Cremona | Længde  | Bredde  | Diameter |
| ------- | ------- | ------- | -------- |
| A       | 69,6° N | 91,0° V | 47 km    |
| B       | 67,9° N | 92,4° V | 20 km    |
| C       | 67,2° N | 92,2° V | 15 km    |
| L       | 66,1° N | 90,0° V | 23 km    |